# Walley Barnes
Walley Barnes (Brecon, 16 gennaio 1920 – Londra, 4 settembre 1975) è stato un calciatore e allenatore di calcio gallese.

## Palmarès

### Giocatore

#### Competizioni nazionali
- Campionato inglese: 2

Arsenal: 1947-1948, 1952-1953
- Coppa d'Inghilterra: 1

Arsenal: 1949-1950
- Community Shield: 2

Arsenal: 1948, 1953